# Avenue Fortin
Pour les articles homonymes, voir Fortin.
L'avenue Fortin (en néerlandais : Fortinlaan) est une avenue bruxelloise de la commune de Schaerbeek qui va de la chaussée de Louvain à la rue Henri Chomé.
La numérotation des habitations va de 9 à 35 pour le côté impair, et de 2 à 40 pour le côté pair.
Cette avenue porte le nom d'un ancien secrétaire communal schaerbeekois (1862-1897), François Fortin, né à Forest le 24 août 1827 et décédé à Schaerbeek le 7 novembre 1904.